# Панин, Виктор Никитич
Граф Ви́ктор Ники́тич Па́нин (28 марта [9 апреля] 1801, Москва — 12 [24] апреля 1874, Ницца) — русский государственный деятель, действительный тайный советник (01.01.1856), министр юстиции Российской империи в 1841—1862 годах, владелец подмосковной усадьбы Марфино.

## Биография
Младший сын вице-канцлера графа Никиты Петровича Панина от брака с Софьей Владимировной, дочерью графа Владимира Григорьевича Орлова. Родился в Москве, где временно проживал его отец, находившийся в опале в последнее время царствования Павла I. Назван в честь графа Кочубея. 
Первые годы детства провёл большей частью в усадьбе Дугине (в Смоленской губернии). Воспитывался под непосредственным наблюдением своих родителей и гувернера учителя, немца Бютгера, под руководством которого был настолько хорошо подготовлен, что выдержал экзамен в Московском университете в 1819 году. В том же году он поступил на службу в коллегию иностранных дел.
В 1824 г. назначен секретарём посольства в Мадриде. В турецкую войну 1828—29 гг. служил в походной канцелярии министерства иностранных дел; после окончания войны отправлен в Грецию поверенным в делах. В 1831 г. назначен помощником статс-секретаря государственного совета; в 1832 — товарищем министра юстиции; в 1839 — управляющим министерством юстиции; в 1841 г. утверждён министром; пост министра занимал до 1862 г., когда был уволен, с оставлением членом Государственного совета. С 1864 г. был главноуправляющим Вторым отделением.
Во время своего долговременного пребывания на посту министра юстиции граф П. оставался ревностным охранителем того дореформенного порядка, который рушился с изданием судебных уставов 20 ноября 1864 г. Совершенно не понимая живую действительность практической жизни, он относился ко всему с формальной точки зрения; в его ведомстве царила письменность, составлявшая главное зло тогдашнего судопроизводства; даже введение личных докладов казалось большим шагом вперёд. Он был решительным противником реформ в своём ведомстве и вышел в отставку вскоре после утверждения основных начал нового судопроизводства и судоустройства. При Панине судопроизводство в России не было гласным и открытым, а было тайным и письменным — адвокатов не было, равно как и присяжных. Графу Панину принадлежат слова: «…не следует допускать в России адвокатуры, потому что опасно распространять знание законов вне круга лиц служащих!» И это при том, что в то же время в российских законах того времени ясно сказано, что никто в России не имеет права отзываться незнанием законов.
Всякое дело начиналось в уездном суде, проходило Гражданскую (или Уголовную палату), затем приходило в соответствующий департамент Сената и, если решение сенаторов не единогласно или не одобрено прокурором (который, по большей части, слепо выполнял личное указание министра юстиции графа Панина, данное в отношении того или иного дела в зависимости от взятки, протекции, связей с придворными чинами, личной заинтересованности), дело переходило в общее собрание Сената и рассматривалось всеми сенаторами. До графа Панина решение двух третей сенаторов на общем собрании считалось окончательным, однако же Панин стал требовать себе на консультацию всякое дело, которое ему было угодно. Эта консультация суть несколько чиновников министерства юстиции, выбранных лично Паниным, которые рассматривали решение общего собрания Сената (притом что выбранные Паниным чиновники имели чины ниже сенаторских) и выносили своё мнение на рассмотрение министра юстиции, то есть графа Панина, который в свою очередь утверждал это мнение или заменял его своим. Затем дело с мнением министра направлялось вновь на рассмотрение общего собрания Сената. Если сенаторы на общем собрании Сената не соглашались с мнением министра по делу, то дело переходило в соответствующий департамент Государственного совета, и затем рассматривалось всеми членами Государственного совета, которые проводили совместные заседания по понедельникам в Петербурге. По делу проводилось голосование, после чего дело представлялось на подпись к Императору. Его Величество мог вынести решение на своё личное усмотрение, даже если тридцать членов Государственного совета проголосовали ЗА и лишь один ПРОТИВ, Император был вправе отдать предпочтение такому одному голосу. Тем не менее, в большинстве случаев, Государь только подписывал бумаги, полагаясь на мнение чиновников за неимением времени и физической возможности просматривать все подписываемые им бумаги. Однако, на уровне Сената, даже если все сенаторы и прокурор приняли единогласное решение по делу, то истец, недовольный решением, имел возможность ещё затянуть дело — он мог подать просьбу в комиссию прошений. Закон ясно определял, что решения Сената не подлежат обжалованию и являются окончательными, однако нижеследующая статья того же закона так же ясно определяла, что в некоторых случаях нельзя воспретить прибегнуть к прошению к Государю. Если у истца была хорошая протекция или он мог подкрепить своё прошение более-менее значительной суммой денег (было хорошо известно, что решения комиссии прошений, которой заведовал князь А. Ф. Голицын, покупались), то Императору докладывали, что дело вопиющее, что решение требует пересмотра и от имени Его Величества дело перенаправлялось на рассмотрение в Государственный совет. Очень часто чиновники находили нарушение порядка оформления/формы документов или расследования на месте либо предписывалось провести новое расследование (что иногда было невозможно в случае, например, тяжбы крестьян с барином, поскольку приходилось держать поля не засеянными или неубранными до освидетельствования чиновниками проведения работ и т. п., что грозило голодной зимой без хлеба для крестьян), поэтому дела возвращались в Сенат и по три, и по четыре раза и тяжбы тянулись годами…Свод законов Российской Империи насчитывал на тот момент 15 томов, но все эти законы были мёртвой буквой для населения страны, во-первых, потому что самая первая статья гласит, что Его Величество находится над законом (всё зависит от воли Государя, а не от закона), во-вторых, путаница в самих законах (хотя бы тот же пример, что указан выше: решение Сената обжалованию не подлежит, но можно обжаловать его в некоторых случаях).
Панин был убеждённым противником отмены телесных наказаний; принятие Государственным советом закона об уничтожении телесных наказаний послужило ближайшим поводом к его отставке. Панин доказывал, что эта мера преждевременна и не соответствует степени развития и образования народа.
В деле отмены крепостного права Панин сыграл роль тормоза крестьянской реформы. Ещё в царствование Николая I, Панин выразил своё отношение к этому вопросу. Когда возникло предположение разрешить крестьянам приобретать недвижимую собственность, закончившееся изданием в 1847 году закона, разрешавшего такое приобретение, Панин высказался за предоставление крепостным этого права, но распоряжаться своим имуществом они должны бы, по его мнению, лишь с согласия помещиков. До того крестьяне приобретали недвижимость на имя своих помещиков, что было источником злоупотреблений; помещики часто распоряжались таким имуществом, как собственным. Так случилось в деле графини Самойловой со своими крестьянами, в котором Панин высказался в пользу помещицы.
Сложившаяся при нём система представляла собой своего рода золотой прииск — неиссякаемый источник доходов — не только для рядовых чиновников всей судебной системы, но и для высших сановников из министерства юстиции. У простых обывателей, не обеспеченных или без протекции, не было возможности отстоять свои интересы. Имения легко переходили от законных наследников в руки мошенников с протекцией. Крестьяне лишались предприятий. А чиновники имели техническую возможность лет по 15 тянуть то или иное дело. Бороться с этой системой не было возможности, нужно было менять её коренным образом, что и было сделано в царствование Александра II. Сейчас нам сложно представить себе, насколько Россия была обязана Царю Преобразователю, ведь панинский порядок по сути дела это беззаконие, где дела решались по личной прихоти министра или чиновников. Даже среди других министров и сановников его времени бытовало мнение, что Панин не продвинул свою часть ни на шаг (по словам барона Корфа).
Будучи членом секретного, а с 1858 года — Главного комитета по крестьянскому делу, Панин энергично старался затормозить дело освобождения крестьян; в особой комиссии, занимавшейся рассмотрением проектов губернских комитетов, членом которой был Панин, явилась идея поставить всю Россию на военное положение при введении реформы, но она не была принята. После смерти Я. И. Ростовцева, Панин был назначен в 1860 году председателем редакционных комиссий. Это известие произвело тягостное впечатление на членов комиссии; можно было рассчитывать на Панина только как на беспрекословного исполнителя воли государя. Действительно, Панин получил от императора это назначение с поручением довести дело до конца в том духе, в каком оно велось до того времени.
Исполняя поручение, Панин соблюдал строгий нейтралитет между партиями и воздерживался от проведения своих взглядов. Главным содержанием его взглядов было желание оградить интересы помещиков, сохранить за ними полную собственность на надельные земли, права вотчинной полиции и власть над крестьянскими выборными властями. Вследствие столкновения, происшедшего между Паниным и прочими членами, он не присутствовал на последнем заседании. В Главном комитете Панин настоял на понижении максимума надела.
В образе жизни, при утонченной вежливости, он был недоступный аристократ. Гордость происхождения заставляла его считать лицо не его круга простолюдином, а людей низших сословий он принимал как бы за существа другого порядка творения. В обращении с подчинёнными был вежлив, хотя и ему приходилось лично распекать своих подчинённых со всею строгостью. О материальном вознаграждении чиновников вверенного ему ведомства не заботился. Чиновники министерства юстиции и уездных судов получали в то время мизерное жалованье по сравнению со служащими других министерств и департаментов.

## Награды
- Орден Святой Анны 3-й степени (27.08.1821)
- Орден Святого Владимира 4-й степени (21.04.1823)
- Орден Святой Анны 1-й степени (31.12.1834)
- Орден Белого орла (01.01.1843)
- Орден Святого Александра Невского (31.12.1846)
- Бриллиантовые знаки к ордену Святого Александра Невского (08.09.1859)
- Золотая медаль в память освобождения помещичьих крестьян при Высочайшем рескрипте (17.04.1861)
- Орден Святого Андрея Первозванного (23.04.1861)
- Орден Святого Владимира 1-й степени (01.01.1865)
- Бриллиантовые знаки к ордену Святого Андрея Первозванного (16.04.1867)
- Портрет императора Александра II с алмазами для ношения в петлице (15.12.1869)
- Знак отличия беспорочной службы за XV лет (22.08.1837)
- Знак отличия беспорочной службы за XX лет (22.08.1844)
- Знак отличия беспорочной службы за XXV лет (22.08.1850)
- Знак отличия беспорочной службы за XXX лет (22.08.1856)
- Знак отличия беспорочной службы за XL лет (02.09.1870)

Иностранные:
- Греческий орден Спасителя 2-й степени (1835).

## Печатные работы
Панин напечатал в «Чтениях» московского общ. ист. и древн. за 1867 г. «Краткую историю Елизаветы Алексеевны Таракановой» и отдельно (М., 1867) «О самозванке, выдававшей себя за дочь имп-цы Елисаветы Петровны», также несколько документов из своего семейного архива в «Русском Архиве» (1871), в «Сборнике Русского Исторического Общества» (т. V и VI). Ср. Колмаков, «Гр. Панин», в «Русской Старине» (1887, № 11—12) и Н. П. Семенова, в «Русском Архиве» (1887, № 11). Об отношении гр. П. к крестьянскому вопросу в царствование Николая I — см. В. И. Семевский, «Крестьянский вопрос в России в XVIII в. и в первой половине XIX в.»; Джаншиев, «Из эпохи реформ».

## Мнения современников
…ни в одном из всех людей, вызванных Николаем к государственной деятельности, мы не видим такого полного, яркого воплощения николаевской системы, как в графе Панине: в лице его система эта доведена уже до крайней точки, до нелепости, до сумасшествия: кажется, сам покойный император, если бы мог в лице гр. Панина узнать ясные черты своей государственной системы, ужаснулся бы её и отрёкся бы от неё: так очевидно в этих чертах отсутствие всего человеческого, всего разумного и справедливого.— К. П. Победоносцев, Граф В. Н. Панин. Министр юстиции. Голоса из России#Книжка VII

## Семья
С 28 апреля 1835 года был женат на графине Наталье Павловне Тизенгаузен (31.03.1810—18.06.1899), дочери действительного тайного советника, сенатора графа Павла Ивановича Тизенгаузена, от брака его с графиней Юлией Петровной Пален, дочерью графа П. А. Палена, известного своей ролью в заговоре против Павла I. Её кузина Долли Фикельмон писала:
В воскресенье, 28 апреля, Натали и Панин поженились; свадьба была блистательно красивой; много гостей с той и другой стороны. Сначала состоялась православная церемония в церкви Сената, а затем вторая — в лютеранской церкви. Потом мы отправились к молодожёнам продолжать торжество. Натали была в безукоризненном туалете, красивая, очень взволнованная; глубоко воспринимая всю серьёзность происходящего, все же не могла скрыть радости, потому что любит Панина. Благослови их Господи и ниспошли им счастье! На другой день она приехала ко мне. Я была у неё посаженой матерью, а Пьер Пален — посажёным отцом.
 В 1858 году графиня Панина была пожалована в кавалерственные дамы ордена Святой Екатерины (меньшого креста). Умерла в С.-Петербурге и была похоронена в Сергиевой пустыни. Оставила дневник, который представляет большой интерес для изучения преддуэльных событий на Чёрной речке. В браке имела сына и 4 дочерей:
- Ольга Викторовна (1836—1904), замужем за графом В. В. Левашовым (1834—1898).
- Евгения Викторовна (27.08.1837, Баден-Баден—1868), по словам современника, была образованной, как отец, и обладала очень чутким умом; замуж не вышла и скончалась от чахотки.
- Леонилла Викторовна (06.05.1840, под Веной—01.10.1913[4]), крестница графини Д. Фикельмон, фрейлина, замужем за графом Владимиром Комаровским (1836—1886), полковником и стихотворцем (но стихотворцем был не он, а его племянник Василий Алексеевич)                                                                                                                                                                                            , прабабушка французского историка Элен Каррер д’Анкосс.
- Владимир Викторович (1842—1872), после его смерти, его отец стал последним из графов Паниных. Женат с 25 января 1870 года[5] на фрейлине двора Анастасии Сергеевне Мальцовой (1850—1932), дочери промышленника С. И. Мальцова; их дочь Софья унаследовала имения Паниных.
- Наталья Викторовна (1843—28.12.1864), умерла от чахотки в Париже; при рождении отец желал назвать её Марией, по его поручению начальник канцелярии М. И. Топильский «составил биографии всех угодниц и преподобных, носивших имя Марии, чтобы из них выбрать наиболее подходящую. Узнав, что все святые этого имени вели в молодые годы довольно предосудительную жизнь, граф Панин не только не дал дочери этого имени, но и запретил во всех своих деревнях служить молебен которой либо из этих Марий»[6].

- Ольга
- Евгения
- Леонилла
- Владимир с женой
- Наталья и Леонилла

## Память
- По смерти графа Виктора Панина в его честь в конце XIX века был назван хутор в Воронежской губернии — ныне посёлок Викторополь в Белгородской области.